# رزماری امس
رزماری امس (انگلیسی: Rosemary Ames؛ ۱۱ دسامبر ۱۹۰۶ – ۱۵ آوریل ۱۹۸۸) یک هنرپیشه اهل ایالات متحده آمریکا بود.